# Aldehuela de Periáñez
Aldehuela de Periáñez est une commune espagnole de la province de Soria en Castille-et-León. Son économie se base sur la culture de céréales et l’élevage d’ovins.